# 篠田守男
篠田 守男（しのだ もりお、1931年3月13日 - ）は、東京都目黒区出身の彫刻家である。青山学院大学文学部英米文学科中退。
鋼鉄線の張力と圧力で金属塊を中空に固定させるTC（Tension and Compression）シリーズで知られる。

## 略歴
- 1952年、国立産業工芸試験所（いわゆる通商産業省）に勤務するかたわら、独学で彫刻を始める。
- 1956年、モダンアート展受賞。
- 1963年、公務でアメリカへ長期派遣され、シカゴ美術館附属美術大学に学ぶ。
- 1966年、高村光太郎賞受賞。同年、第33回ヴェネツィア国際ビエンナーレ日本代表。
- 1967年、国立産業工芸試験所を退任後は、カリフォルニア大学ロサンゼルス校の客員教授、筑波大学教授、金沢美術工芸大学教授等を歴任。

- 教え子には俳優の六平直政（武蔵野美術大学時代）、芸術家の土佐信道（筑波大学時代）がいる。